# Prevenzione del crimine attraverso la progettazione ambientale
La prevenzione del crimine attraverso la progettazione ambientale (in inglese Crime prevention through environmental design, CPTED) è un approccio multi-disciplinare per sviluppare un deterrente al comportamento criminale attraverso una corretta progettazione ambientale.

## Storia
La teoria del CPTED è stata formulata e coniata dal criminologo C. Ray Jeffery, nel 1971 con l'uscita dell'omonimo libro. Altri contributi sono dovuti al lavoro dell'architetto Oscar Newman, che nel 1972 pubblicò "Defensible Space: - Crime Prevention through Urban Design". Entrambi hanno potuto svolgere il loro lavoro avvalendosi dei precedenti scritti di Elizabeth Wood, Jane Jacobs and Schlomo Angel.

## Strategie per la costruzione dell'ambiente
Le strategie del CPTED contano sull'abilità di influenzare l'offensore prima dell'azione criminale.

### Sorveglianza spontanea
La  sorveglianza spontanea aumenta l'apprensione dell'offensore data dal rischio di essere visto dalla persone. L'obiettivo è raggiunto progettando la disposizione fisica di oggetti, attività e persone in modo tale da massimizzare la visibilità e sviluppare interazione sociale positiva fra utenti legittimi di spazio privato e pubblico. Gli offensori potenziali avvertono un aumentato controllo e limitazioni sui loro potenziali percorsi di fuga.

### Controllo di accesso naturale
Il controllo di accesso naturale limita le opportunità di comportamenti criminali differenziando chiaramente gli spazi pubblici da quelli privati. Questo avviene intervenendo sull'illuminazione, inserendo ingressi ed uscite selettive, recintando e creando ampi spazi che limitino l'accesso o generino un flusso controllato.

### Rinforzo territoriale naturale
Il rinforzo territoriale naturale promuove il controllo sociale attraverso l'aumento della definizione degli spazi e della percezione di proprietà privata. Il maggior senso di proprietà induce i proprietari a sfidare gli intrusi o ad indicarli alla polizia. In secondo luogo, il senso di spazio posseduto crea un ambiente dove "estraneo" o "intrusi" sono di rilievo e sono identificati più facilmente. Usando edifici, recinti, pavimentazione, segnali, illuminazione e panorama per esprimere proprietà e definire spazio pubblico, semi-pubblico e spazio privato, viene progettato il rinforzo territoriale naturale.